# Парк „Тюлбе“
Вижте пояснителната страница за други значения на Тюлбе.
„Тюлбето“ е градски парк, разположен източно от центъра на Казанлък, в близост до стария град.
На върха на хълма се намира могилата, в която е открита Казанлъшката гробница, включена в списъка на ЮНЕСКО.
Паркът е любимо място за отдих и разходки на казанлъчани, а тракийската гробница е популярна туристическа дестинация. След 108-те стъпала от града към възвишението пътеки водят към беседки и детски площадки сред поляни и борова гора.
През парка се провежда традиционното есенно състезание по планинско колоездене и маратон „Инициативата Обиколка на Долината на Тракийските царе“ (Thracian Run and Bike).

## Име на парка
Възвишението носи името си от построената до тракийската могила турска семейна гробница Тюлбе. Тюрбе (от турски: türbe) означава „гробница“. Според легенда, тук бил погребан Съраджа паша, смятан за основател на града.
В миналото хълмът е бил известен и с името „Пиростията“.

## Биологично разнообразие
В парка растат редица дървесни видове, включително и средиземноморските видове кипарис, ливански кедър, брези и див рошков. Преобладаващите дървета са бял бор.

## Забележителности

### Казанлъшка гробница
Казанлъшката гробница, част от Долина на тракийските владетели, е открита на 19 април 1944 г. случайно от войници при прокопаването на противосамолетно убежище. Паметникът на тракийската култура е включен през 1979 г. в списъка на ЮНЕСКО на Световното културно и природно наследство заради впечатляващите рисунки по стените. Оригиналната гробница е консервирана и затворена за посетители като в непосредствена близост до нея е изградена гробница-копие, отворено за посещения.

### Мавзолей на Лала Шахин
Според версия османския военачалник Лала Шахин умира в края на 1389 г., вероятно край Казанлък. По традиционен тогава обичай органите му са погребани в построен на място тухлен мавзолей (запазен в парк „Тюлбето“ в близост до Казанлъшката гробница), а тялото – пренесено в Мала Азия и погребано в гробница (тюрбе) в Кирмасти (днес Мустафакемалпаша).

### Паметник на Емануил Манолов
На Тюлбето се намира паметник и гробно място на композитора Емануил Манолов, автор на първата българска опера „Сиромахкиня“, живял известно време в Казанлък.
- Паметник
- Гроб

### Козелът и мечката
„Козелът“ и „мечката“ са мраморни скулптури в естествен размер, намиращи се на възвишение на Тюлбето.

## Галерия
- Бял бор с щети нанесени от борова процесионка